# Сын рыбака (фильм, 1939)
Сын рыбака (латыш. Zvejnieka dēls) — латвийский фильм режиссёра Вилиса Лапениекса, снятый по роману Вилиса Лациса. Первый полнометражный фильм, снятый в Латвии.
Премьера фильма состоялась в Латвии 22 января 1940 в кинотеатре «Splendid Palace». За два месяца премьеры фильм посмотрели 250 тыс. человек. В 2000 году фильм было решено колоризировать.
Сюжет фильма разворачивается в латвийском рыбацком посёлке 30-х годов XX века. Практически все жители посёлка — должники рыботорговца Гарозы. Молодой рыбак Оскар Клява пытается изменить сложившуюся ситуацию.

## Актёрский состав
Петерис Луцис, Нина Мелбарде, Милда Зилава, Херманис Ваздикс, Карлис Лагздыньш, Аугуст Митревицс, Эвалдс Валтерс, Волдемар Шварц, Рудольф Берзиньш, Элга Якобсоне, Ольга Леяскалне, Лита Ланге, Харийс Авенс, Арнолдc Милбретс, Владимирс Авотыньш, Максис Гривиньш, Эдуардс Эмсиньш, Симанис Фогелис, Эмилия Берзиня, Аустра Зидере, Рихардс Зандерсонс